# Camille Guérin

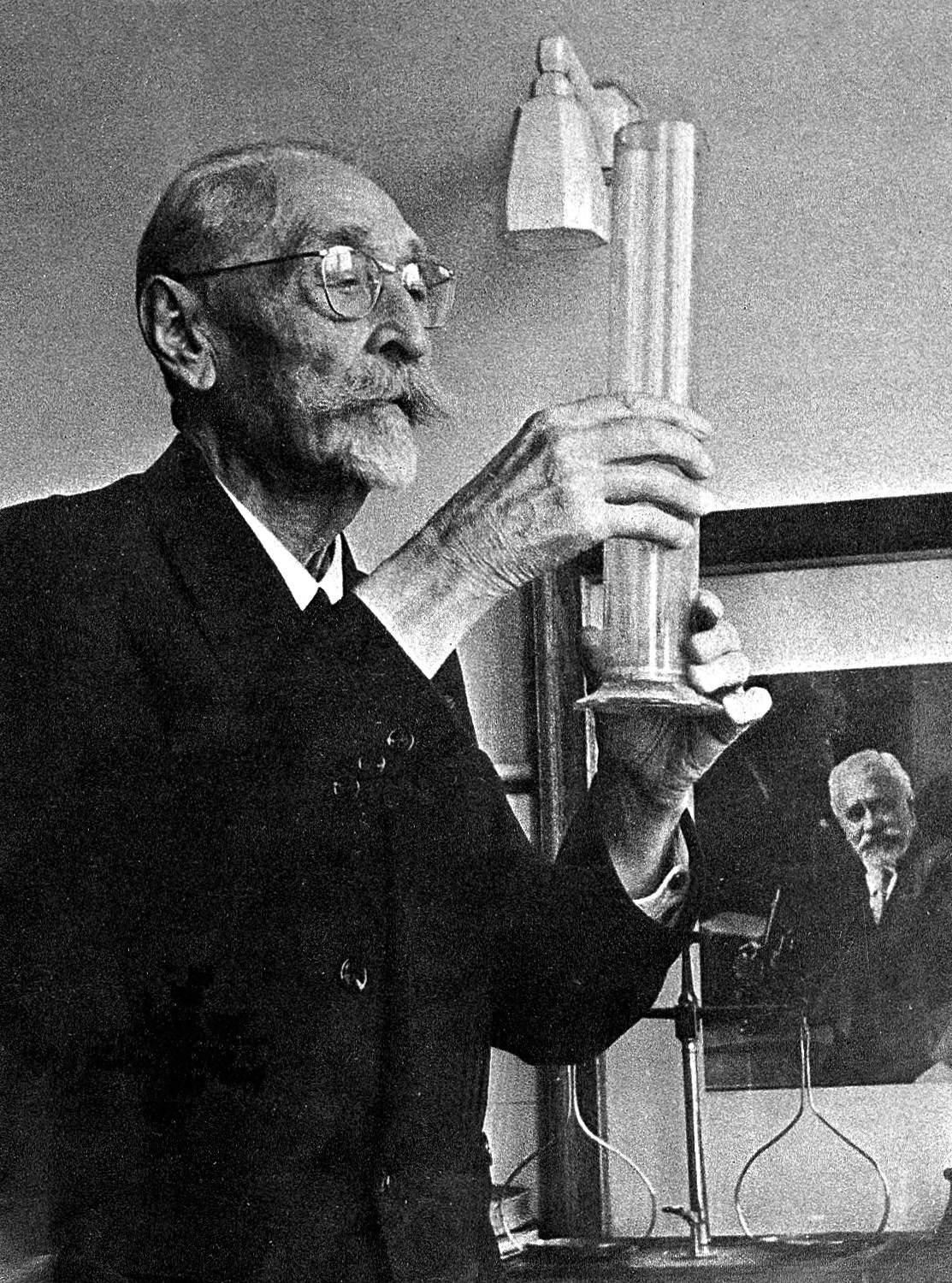
Camille Guérin

Jean-Marie Camille Guérin (* 22. Dezember 1872 in Poitiers; † 9. Juni 1961 in Paris) war ein französischer Veterinär, Bakteriologe und Immunologe. Unter anderem nach ihm ist der Bazillus Calmette-Guérin (BCG) benannt.
Guérin wuchs in bescheidenen Verhältnissen auf. Sein Vater starb 1882 an Tuberkulose. Die Heirat seiner Mutter mit einem Veterinär beeinflusste seine Berufswahl. Nachdem er 1891 sein Baccalauréat erhalten hatte, besuchte er die angesehene École Vétérinaire in Maisons-Alfort. In seiner Studienzeit wurde er nachhaltig durch den Tierpathologen und Bakteriologen Edmond Nocard (1850–1903) beeinflusst.
Nach einer ersten Entscheidung für die Veterinärmedizin schloss er sich 1897 Albert Calmette am Institut Pasteur in Lille an. Danach widmete er sich der Impfstoffforschung. 1919 wechselte er mit Calmette zum Institut Pasteur in Paris, wo 1921 der BCG-Impfstoff für menschliche Nutzung entwickelt wurde.